# Arinos (Minas Gerais)
Arinos es un municipio brasileño del estado de Minas Gerais. Su población estimada en 2018 es de 17 888 habitantes, según el Instituto Brasileño de Geografía y Estadística (IBGE).

## Clima
Según la clasificación climática de Köppen, el municipio se encuentra en el clima semiárido cálido BSh.
Según datos del Instituto Nacional de Meteorología (INMET), referentes al período de 1976 a 1982 y a partir de 1986, la temperatura más baja registrada en Arinos fue de 7,1 °C el 18 de julio de 2000, y la mayor alcanzó 42,3 °C el 22 de octubre de 2015, esta temperatura máxima histórica fue superada por la temperatura máxima de 42,9 °C, registrada el 26 de septiembre de 2023. El mayor acumulado de precipitación en 24 horas fue de 152,5 milímetros (mm) el 8 de enero de 1979. Otros grandes acumulados igual o superior a 100 mm fueron 150,2 mm el 12 de diciembre de 1980, 117,8 mm el 4 de diciembre de 2008, 109,8 mm el 10 de diciembre de 2002, 104,2 mm el 15 de enero de 2011, 103,8 mm el 27 de noviembre de 2011, 101 mm el 25 de diciembre de 1999, 100,5 mm el 3 de diciembre de 1987 y 100,2 mm el 19 de diciembre de 1989. Diciembre de 1989, con 709,1 mm, fue el mes de mayor precipitación.